# Nový Bor
Nový Bor, bis 1948 Bor u České Lípy (deutsch Haida), ist die zweitjüngste Stadt des Okres Česká Lípa in der Region Liberec im Norden der Tschechischen Republik.

## Geographie
Der Ort liegt zwischen dem südlichen Abhang des Lausitzer Gebirges (Lužické hory) und dem Böhmischen Mittelgebirge (České středohoří) rund acht Kilometer nördlich von Česká Lípa (Böhmisch Leipa) zu Füßen des markanten Spitzkegels des Klíč (Kleis; 760 m n.m.). Durch Nový Bor fließt der Bach Šporka (Rohnbach).

## Stadtgliederung
Die Stadt Nový Bor besteht aus den Ortsteilen
- Arnultovice (Arnsdorf) mit Dolní Arnultovice (Niederarnsdorf) und Horní Arnultovice (Oberarnsdorf)
- Bukovany (Bokwen) mit Chomouty (Komt)
- Janov (Johannesdorf)
- Nový Bor (Haida) mit Hřebenka (Neu Kottowitz)
- Pihel (Pihl) mit Dolní Pihel (Niederpihl), Horní Pihel (Oberpihl) und Pihelsko (Pihlerbaustellen)

Grundsiedlungseinheiten sind Borský vrch, Bukovany, Dolní Arnultovice, Dolní Pihel, Horní Arnultovice, Horní Pihel, Hřebenka, Chomouty, Janov, Lesná, Lesní hřbitov, Městský les, Nová Skalice, Nový Bor-střed, Pod Klíčem, Pod lomem, Pod nádražím, Pod skalkou, Rumburských hrdinů, Sídliště Západ, Skalická, U divadla, U koupaliště, U Krystalu, U lesa, V lomech und Za nádražím.
Das Gemeindegebiet gliedert sich in die Katastralbezirke Arnultovice u Nového Boru, Bukovany u Nového Boru, Janov u Nového Boru, Nový Bor und Pihel.

## Geschichte

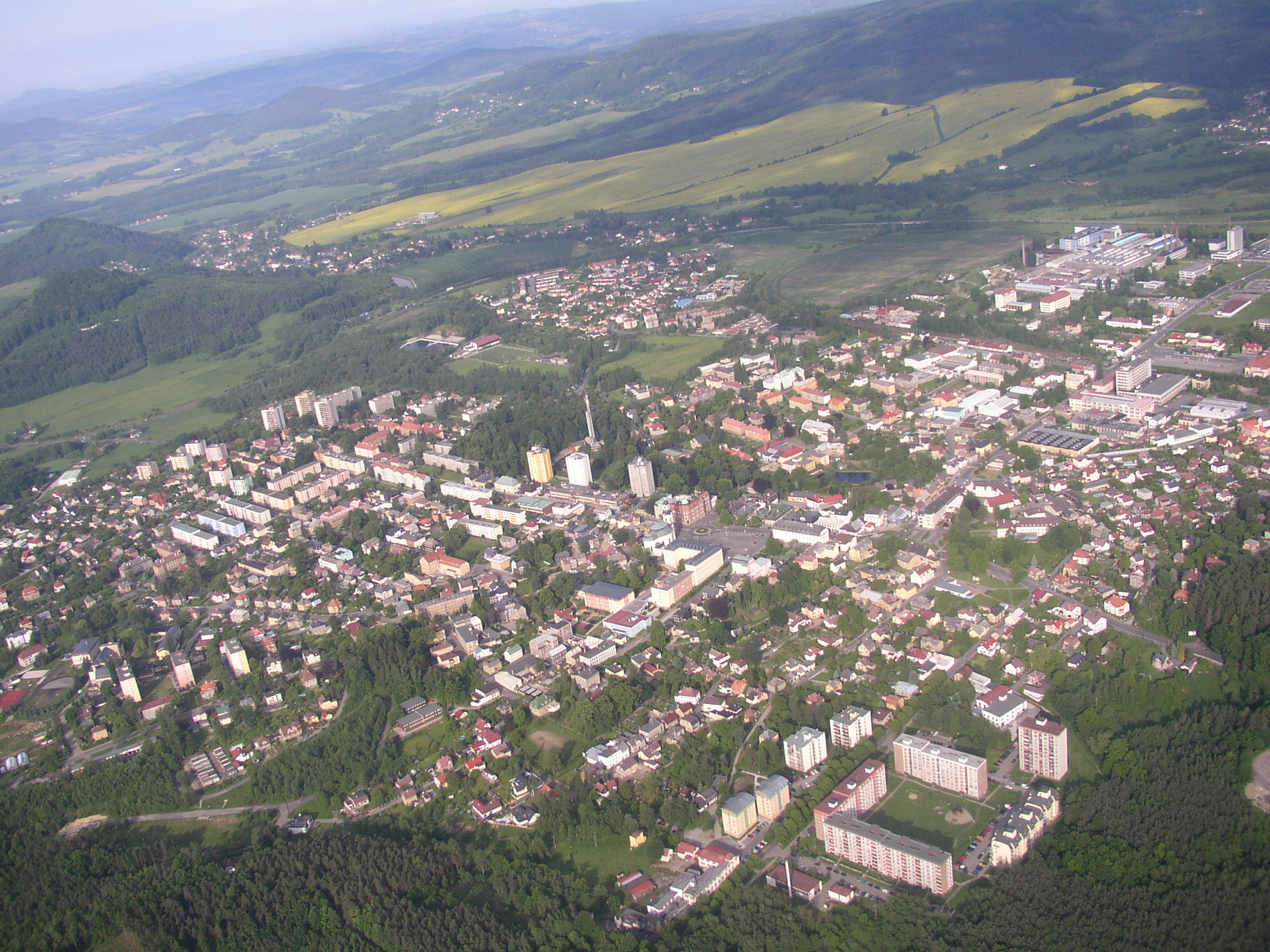
Luftbild von Nový Bor

### Entstehung im 18. Jahrhundert
Hayda wurde im Jahre 1702 gegründet, als der zu Arnsdorf (heute Arnultovice) gehörende Meierhof „Haydaer Hof“ parzelliert wurde und dort ein Dorf mit 21 Häusern entstand. Nach Übernahme der Herrschaft durch die Grafen Kinský 1710 begann es sich schnell zu entwickeln und hatte im Jahr 1713 bereits 90 Einwohner. 1724 wurde hier durch Josef Palme der erste Vorläufer der heute noch bestehenden, für ihre Lüster weltweit berühmten Glasfirma Reinhold Palme Söhne gegründet, die sich nach der Vertreibung 1945 in Schwäbisch Gmünd niederließ. 1749 wurde die erste Kapelle errichtet. Entscheidende Bedeutung für den Aufschwung hatte der Bau der Kaiserstraße an der Strecke Prag–Rumburg–Zittau, an dem Graf Kinsky einen beträchtlichen Anteil hatte. Dieser entschied sich, die vorteilhafte Lage der Gemeinde auszunutzen und das wirtschaftliche Zentrum hierher zu verlagern. Graf Kinsky gründete hier 1757 die erste Weberei und Kaiserin Maria Theresia erhob das Dorf am 26. Februar 1757 zu einem freien unbefestigten Markt.
Rasch konzentrierte sich hier die Glasverarbeitung und der Verkauf des Glases aus den Glashütten der Umgebung, denn bereits 1754 war hier die erste Glasverkaufsgesellschaft entstanden. Haida wurde zum Zentrum der Glasverarbeitung in Nordböhmen. Hier war der Wirkungsort von Friedrich Egermann, der durch seine Erfindungen wie Achatglas, Perlmutt- und Biskuit-Emaille, Lithyalinglas, die gelbe und vor allem die rote Lasur 1832 Weltgeltung erlangte.
1869 wurde die Glasfachschule Haida gegründet, die 1926 mit der Glasfachschule in Steinschönau zusammengelegt wurde und entscheidend an der Entwicklung der böhmischen Glaskunst beteiligt war. Die Entwürfe wurden von Joh. Oertel & Co. verwirklicht und vertrieben. Diese Kunstgläser wurden auch über die Wiener Werkstätte weltweit verkauft. Um 1880 hat der Ort bereits 2737 Einwohner und war ein Zentrum der Porzellanfabrikation und des Glashandels. Auch die bekannte Firma Brüder Rachmann für Glasraffinierung und -handel verlegte 1884 ihren Sitz von Langenau nach Haida. Ab der Mitte des 19. Jahrhunderts war Haida auch Sitz eines Bezirksgerichts (Gerichtsbezirk Haida) bzw. im Bezirk Böhmisch Leipa.

### Rumburger Aufstand
Am 21. Mai 1918 marschierten revoltierende tschechische Soldaten von Rumburk über das Lausitzer Gebirge und besetzten Haida, von wo sie über Česká Lípa nach Prag vorrücken wollten. Sie wurden jedoch von einer Übermacht des Grenzschutzes umzingelt und nach kurzem Kampf gefangen genommen. Am 29. Mai 1918 verurteilte das Militärtribunal in Haida 21 der Anführer zum Tode; an sieben von ihnen wurde am Abend desselben Tages das Urteil vollstreckt. An der Stelle der Hinrichtung wurde im Jahre 1923 ein Denkmal errichtet, welches im November 1938 entfernt wurde. Heute steht hier ein Granitdenkmal und auf dem Friedhof in der Nähe befinden sich sieben Gräber mit den Namen der Hingerichteten.

### Zwischenkriegszeit
1919 kam Haida zur neugeschaffenen Tschechoslowakei. Nach dem Münchner Abkommen von 1938 war es bis Mai 1945 Teil des Landkreises Böhmisch Leipa im Reichsgau Sudetenland, Regierungsbezirk Aussig, des Deutschen Reichs. Die deutsche Wehrmacht besetzte am 3. Oktober 1938 die Stadt.

### Nachkriegszeit

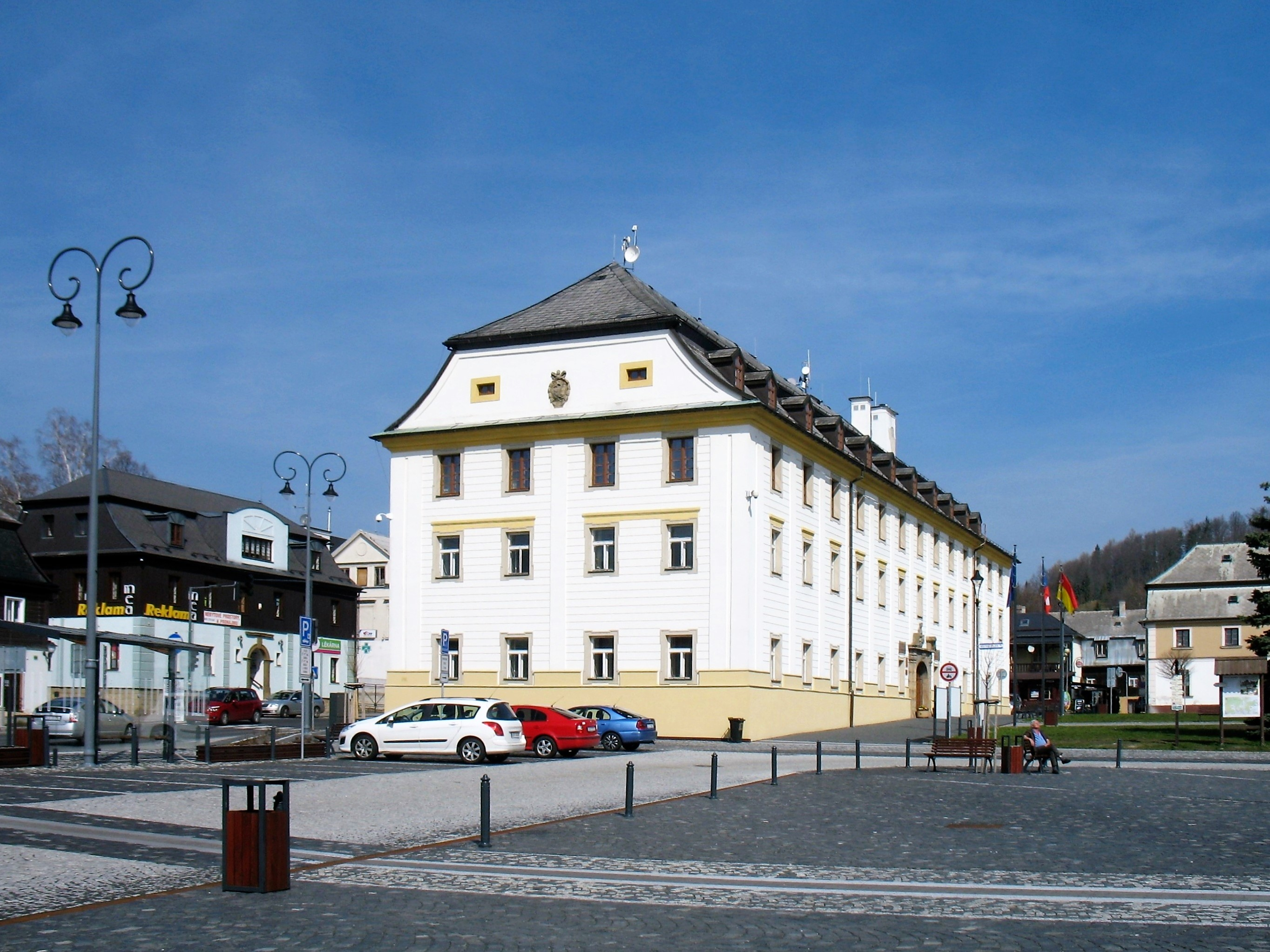
Rathaus

Die Stadt kam nach dem Zweiten Weltkrieg zur wiedererrichteten Tschechoslowakei. Ein Großteil der deutschsprachigen Bevölkerung wurde 1945/1946 vertrieben und ausgesiedelt. Soldaten der tschechischen Revolutionsgarde haben in der Zeit der Vertreibung am 2. Juni 1945 acht deutsche Männer und Frauen aus Haida gefoltert und vor dem Rathaus erschossen, ein weiterer Deutscher wurde am folgenden Tag willkürlich aus einem Vertreibungstransport über die Grenze herausgeholt und getötet. Zur Abschreckung wurden die Hingerichteten vierundzwanzig Stunden an Ort und Stelle belassen und dann in einem Massengrab beerdigt.
Der Vorfall wurde in der Öffentlichkeit lange verschwiegen. Durch Arbeiten des Publizisten und Schriftstellers Jan Tichý in der „Novoborský měsíčník“ (Haidaer Monatsschrift) wurde er nach der Samtenen Revolution öffentlich gemacht. Im Rahmen der Feierlichkeiten zum 60. Jahrestag des Kriegsendes haben Vertreter der Stadt erstmals auch der neun deutschen Opfer gedacht und am Versöhnungskreuz auf dem Waldfriedhof einen Blumenstrauß niedergelegt. Auf Bitten der Hinterbliebenen hat die Vertretung der Stadt Nový Bor am 25. Januar 2006 für die Errichtung eines Gedenksteins in deutscher und tschechischer Sprache auf dem Waldfriedhof von Nový Bor gestimmt. Hierauf folgte eine überregionale Kontroverse mit einer Petition zur Entfernung des Denkmals. Einige von diesen acht Personen waren aktive Mitglieder der NSDAP und einer sogar SS-Mann.
1947 erfolgte die offizielle Zusammenlegung der Gemeinden Bor u České Lípy und Arnultovice, nachdem diese bereits unter Herrschaft des Deutschen Reichs in 1942 erfolgt ist. Die Umbenennung in Nový Bor wurde 1948 verkündet. Zwischen 1949 und 1961 war Nový Bor Bezirksstadt des Okres Nový Bor.
1948 wurden die 55 übrig gebliebenen Glasmanufakturen und -betriebe unter der Firmenbezeichnung Borocrystal n.p., einem Staatsbetrieb, vereinigt. 1953 ist Borocrystal mit einem weiteren Staatsbetrieb (Borské sklárny) zum Kombinat Borské sklo (wörtlich Borer Glas) zusammengeschlossen. Daraufhin wurde von 1965 bis 1967 durch das jugoslawische Kombinat Union Engineering ein neues Produktionsareal erschlossen und errichtet. 1972 wurde dieser Betrieb in Crystalex umbenannt. Eine rege Bautätigkeit mit neuen Wohnvierteln und Umbau der Stadt ging von 1970 bis 1985, womit die Einwohnerzahl stark gestiegen ist. Im Zeitraum 1985 bis 1989 wurde bei ZPA Nový Bor der Computer IQ 151 produziert.
Am 18. November 1989 fingen wie auch anderenorts in der Tschechoslowakei erste Proteste gegen das realsozialistische System an, die in der Samtenen Revolution mündete. Am 1. Dezember 1989 wurde als Folge der ersten freien Kommunalwahlen in Nový Bor ein neuer Stadtrat und Bürgermeister vereidigt.

## Bevölkerung
Bis 1945 war Haida überwiegend von Deutschböhmen besiedelt, die vertrieben wurden.
Bevölkerungsentwicklung bis 1945
| Jahr | Einwohner | Anmerkungen        |
| ---- | --------- | ------------------ |
| 1830 | 1.243     | in 223 Häusern     |
| 1900 | 3.110     | deutsche Einwohner |
| 1930 | 4.158     | [ 14 ]             |
| 1939 | 3.450     | [ 14 ]             |

Bevölkerungsentwicklung nach Ende des Zweiten Weltkriegs
(Stand: 31.12. des jeweiligen Jahres)
| Jahr | Einwohner |
| ---- | --------- |
| 1971 | 07.759    |
| 1980 | 10.435    |
| 1990 | 15.168    |
| 2000 | 12.455    |

| Jahr | Einwohner |
| ---- | --------- |
| 2010 | 12.259    |
| 2020 | 11.582    |
| 2022 | 11.485    |

## Städtepartnerschaften
- Aniche, Frankreich
- Břeclav, Tschechien
- Frauenau, Deutschland
- Leerdam, Niederlande
- Mednogorsk, Russland
- Nybro, Schweden
- Oybin, Deutschland

## Sehenswürdigkeiten

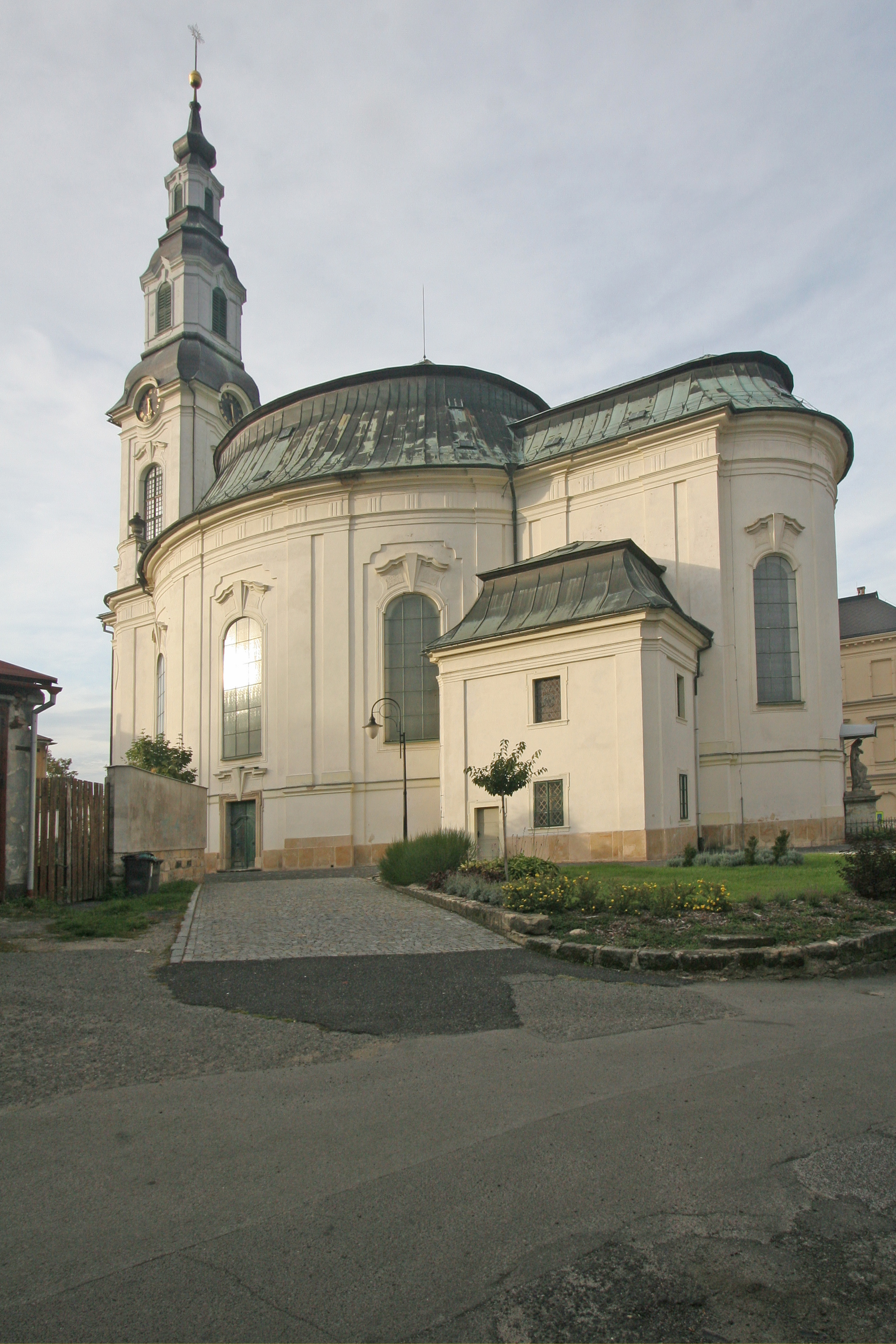
Pfarrkirche

- Pfarrkirche Maria Himmelfahrt, 1747–1749 zunächst als Kapelle errichtet und 1786–1788 vom Baumeister Johann Wenzel Kosch in ihre gegenwärtige Form umgebaut; 1893 wurden noch kleinere Veränderungen durchgeführt. Sie ist ein spätbarocker Zentralbau mit einem Turm, dessen Zwiebeldach mit zwei Laternen ausgestattet ist. An das ovale, mit einer Lünettenwölbung abgeschlossene Kirchenschiff schließt sich der halbkreisförmige Altarraum mit zwei Balkonen an. Die klassizistische Ausstattung stammt vom Ende des 18. Jahrhunderts, der Hauptaltar mit seiner plastischen Ausstattung von I. M. Platzer ist aus dem Jahre 1792. Die Innenausstattung wird ergänzt von sechs Glas-Kronleuchtern aus den hiesigen Glaswerken und farbigen Glasfenstern mit figuralen Motiven (Johannes der Täufer und die Madonna) von Karl Meltzer aus Skalice (Langenau).

- Ehemaliger herrschaftlicher Schüttboden, heute Sitz der Stadtverwaltung. Dieses barocke zweistöckige lange Gebäude hat ein Mansarddach. Im Portal über dem Eingang mit verzierten Türpfosten sind Rokoko-Kartuschen mit dem Stadtwappen, hinter dem Eingang im Durchgang das neu eingerichtete Wappen und auf Metalltafeln neuzeitliche Bilder aus der Vergangenheit und Gegenwart der Stadt.

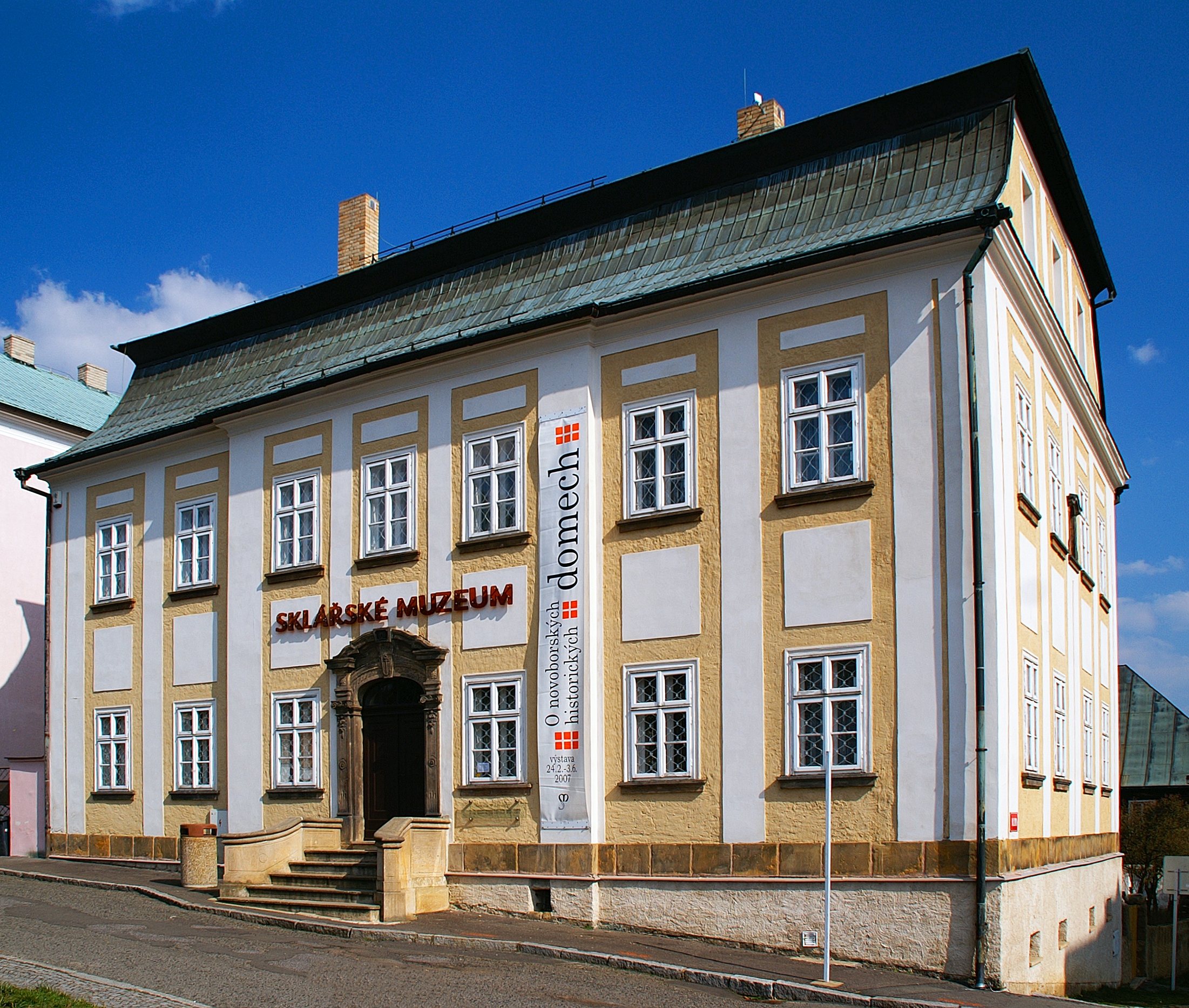
Glasmuseum

- Glasmuseum (Sklářské muzeum): Eine erste Ausstellung von Glas-Kunstwerken wurde 1893 vom Fachverband der Glaswerker im Rathaus eingerichtet. Heute befindet es sich im gegenüberliegenden Empire-Gebäude, das im Jahre 1804 der Glashändler Johann Christoph Socher nach der Rückkehr von seinem erfolgreichen dreizehnjährigen Aufenthalt in Mexiko bauen ließ; aus dieser Zeit stammt auch das Portal mit einem Anker – dem Symbol seines Exportgeschäftes. In der Eingangshalle ist die Werkstatt eines Glasmalers aus dem 19. Jahrhundert installiert; über der Treppe ist eine Unterglasmalerei, die die Geschichte der Stadt symbolisiert. Die ständige Ausstellung der geschichtlichen Entwicklung der Glasindustrie in Böhmen wird regelmäßig durch aktuelle Einzelausstellungen ergänzt.

- Marktplatz mit dem zweistöckigen Postgebäude, einem bedeutenden Jugendstil-Bau mit Kuppel aus dem Jahre 1904 an der Südwestecke, dem weiträumigen Gebäude der Schule, das an der Stelle des ursprünglichen Piaristen-Kollegiums und Gymnasiums aus dem Jahre 1763 an der südöstlichen Seite des Platzes gebaut worden und den meist einstöckigen Empire-Bürgerhäusern, die um das Jahr 1800 und in der ersten Hälfte des 19. Jahrhunderts erbaut worden sind; sie sind aus Holz, gemauert oder mit einem hölzernen Obergeschoss, oft mit dekorierten steinernen Türpfosten versehen.

## Wirtschaft

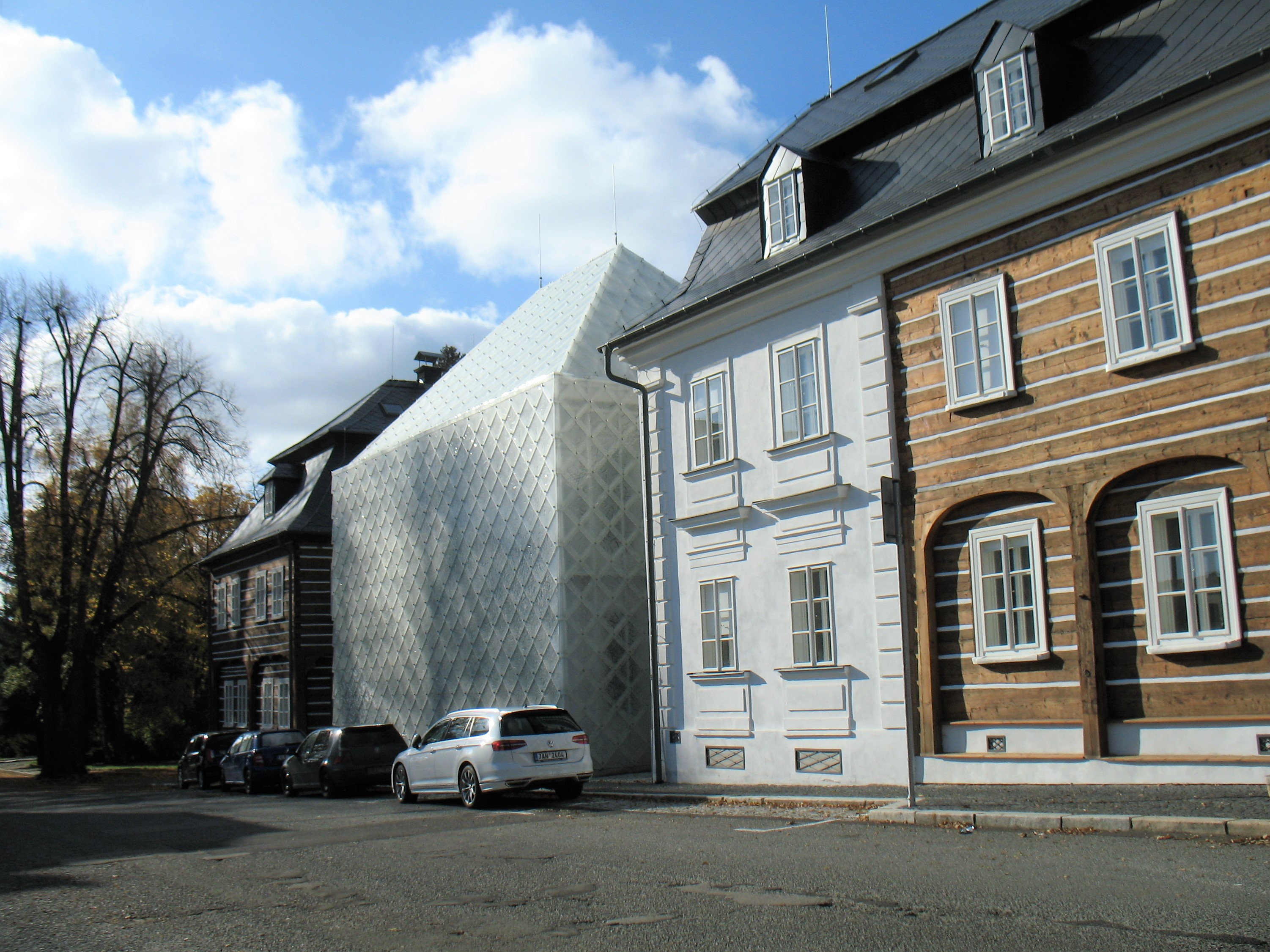
Lasvit

Die Glasindustrie hat in der Stadt Haida eine lange Tradition. 1930 wurden in der Stadt 68 Unternehmen registriert, die sich mit dem Handel, der Herstellung oder der Veredelung von Glas befassten, darunter Crystalex, Glasgruppe Bohemia Crystalex Trading (BCT), Egermann, Crystal, Ajeto, Slavia und weitere.
Die Stadt beherbergt auch eine 1870 gegründete Glasmacherschule (Sekundarschule, Berufsschule, höhere Berufsschule). Seit 1982 gibt es ein Internationales Glassymposium.

## Verkehr
Die Stadt hat einen Bahnhof an der Kursbuchstrecke 080 (Bakov nad Jizerou–Jedlová), ein Teil der Bahnstrecke Bakov nad Jizerou–Ebersbach. Die Fernverkehrsstraßen I/9 (Prag-Rumburk) und I/13 (Karlovy Vary-Liberec) führen seit 1994 als Europastraße 442 um den Ort, davor verliefen sie durch das Stadtzentrum.

## Sport
- Der tschechische Schachmeisterteam G-Team Nový Bor gewann 2013 den European Club Cup.

## Persönlichkeiten

### Söhne und Töchter der Stadt
- Anton Schmid (1787–1857), österreichischer Musikwissenschaftler
- Joseph Strobach von Kleisberg (1803–1890), Polizeidirektor von Wien
- Josef Jaroslav Kalina (1816–1847), böhmischer Dichter und Übersetzer
- Heinrich Theodor Hochmann (1829–1903), Porzellanmaler und Unternehmer (Textilfabrikant) in Dresden[16]
- Wilhelm Knechtel (1837–1924), Botaniker, geboren in Pihlerbaustellen
- Ludwig Slansky (1838–1905), Geiger, Komponist und Dirigent
- Eduard Hackel (1850–1926), österreichischer Botaniker
- Ernst Dittrich (1868–1948), Architekt
- Rudolf Czerny (1879–um 1962), deutscher Maler, Grafiker und Restaurator
- Walther Beyermann (1886–1961), deutscher Maler
- Willy Bredschneider (1889–1937), österreich-ungarischer Komponist und Dirigent
- Alexander Pfohl (1894–1953), Glasdesigner, Landschaftsmaler und Hochschullehrer
- Ernst Schwarz (1895–1983), deutscher Historiker und Germanist
- Emil Otto Oppitz (1898–1945), Bürgermeister von Haida, im Mai 1945 in Langenau als Soldat gefallen
- Walter Heinrich (1902–1984), österreichischer Ökonom
- Emil Lode (1906–1986), deutscher Unternehmer und Mitgründer der Stadt Waldkraiburg
- Walter Bachmann (1923–2002), deutscher Politiker
- Margarete Kubelka (1923–2000), deutsche Schriftstellerin
- Helmut Boseck (1931–2012), deutscher Mathematiker und Hochschullehrer
- Volker Oppitz (* 1931), deutscher Wirtschafts- und Finanzmathematiker und Ökonom sowie Hochschullehrer an der TU Dresden
- Bernhard Gröschel (1939–2009), deutscher Sprachwissenschaftler
- Petr Kocek (* 1952), Radrennfahrer

### Weitere Persönlichkeiten, die mit der Stadt in Verbindung stehen
- Friedrich Egermann (1777–1864), Industrieller
- Wilhelm Steigerwald (1804–1869), deutsch-böhmischer Industrieller
- Carl Goldberg (1858–1945), böhmischer Glasveredler
- Theodor Bienert (1876–1963), böhmischer Glasveredler
- Richard Duschek (1884–1959), deutscher Maler und Illustrator, Lehrling als Glasmaler in Haida
- Josef Eiselt (1896–1975), böhmischer Glasveredler und Glasgraveur
- Anna Maria Oppitz, geb. Schneider (1897–1960), Geschäftsführerin Lusterwerke Oppitz & Max Haida
- Rudolf Schicketanz (1900–1945), sudetendeutscher Rechtsanwalt und Politiker
- Erhard Theodor Astler (1914–1998), deutscher Maler, Grafiker und Zeichner sowie Student an der Staatlichen Glasfachschule Haida

sowie
- Karl Friedrich von Frank (1894–1975), österreichischer Gelehrter und Sohn von Fritz und Louise Valentin (Glasunternehmen F. Valentin und Söhne, Haida)